# Surco coronario
El surco coronario (también llamado surco auriculoventricular o surco AV) es un surco en la superficie del corazón en la base de la aurícula derecha que separa las aurículas de los ventrículos. La estructura contiene los troncos de los vasos nutricios del corazón, y es deficiente por delante, donde es atravesada por la raíz del tronco pulmonar. En la superficie posterior del corazón, el surco coronario contiene el seno coronario. La arteria coronaria derecha, la rama circunfleja de la arteria coronaria izquierda y la vena cardiaca pequeña recorren partes del surco coronario.

## Estructura
En relación con la caja torácica, el surco coronario se extiende desde la cara medial del 3º cartílago costal izquierdo hasta la mitad del 6º cartílago costal derecho. La grasa epicárdica suele concentrarse a lo largo del surco coronario.
Hay dos surcos coronarios en el corazón—el surco izquierdo y el surco derecho.

### Surco Coronario Izquierdo
El surco coronario surge de la cara posterior del trunco pulmonar, y recorre inferiormente separando la aurícula izquierda y el ventrículo izquierdo. El surco coronario se puede ubicar por la arteria circunfleja de la arteria coronaria izquierda y el seno coronario.

### Surco Coronario Derecho
El surco coronario derecho surge anterior y superiormente en la superficie del corazón entre el esternón y las costillas. Se puede ubicar por la arteria coronaria derecha, y las venas cardiacas pequeñas.   

## Significado Clínico
El surco coronario suele ser ignorado en la ecocardiografía. Como resultado, las variaciones normales y las variaciones patológicas raras no se reconocen.